# Arthur Pellegrin
Arthur Pellegrin, né le 19 janvier 1891 à Souk El Khemis (Tunisie) et mort le 24 juillet 1956 à Aix-les-Bains (France), est un écrivain, essayiste, journaliste, historien et homme politique français.

## Biographie
Arthur naît en Tunisie, de parents originaires du Comtat Venaissin, établis dans la régence de Tunis quelques années plus tôt.
Son père le destinant à une carrière dans l'hôtellerie, il mène simultanément ses études au collège Alaoui de Tunis et son apprentissage comme garçon-serveur, mais, atteint en 1905 de tuberculose osseuse, il passe 18 mois à l'hôpital de Tunis, jambe et hanche droites immobilisées, et sa santé restera très précaire toute sa vie. La souffrance et l'inaction forcée développent en lui le goût de la lecture, de la méditation et de l'étude. Il renonce à la carrière hôtelière et entre à 18 ans au service des Messageries de la Compagnie des chemins de fer tunisiens (CFT), poste subalterne qui suffit à peine à assurer son existence et celle de sa mère.
De 1911 à 1914, Arthur Pellegrin collabore au Bulletin de l'Union chrétienne des jeunes gens de Tunis. Il écrit dans La Tunisie illustrée, mensuel dont il assume, en 1915, la rédaction en chef.
Affecté, en 1914, au service auxiliaire de l'Armée, il termine la guerre comme maréchal des logis.
En 1917, un recueil inspiré par cette guerre et préfacé par Jean Aicard, de l'Académie française, Les gars d'Afrique, est publié à Tunis. À cette même période, il épouse Élise Chauvin-Perpere, née à Tébessa.
En 1918, il fonde et anime la Société des écrivains de l'Afrique du Nord (SEAN), qui se fixe comme objectifs « l'étude et la défense des intérêts moraux et économiques de ses membres, la propagation de la langue française et de la littérature nord-africaine ». Il joue, à ce titre, un rôle important dans la vie culturelle de la Tunisie sous le protectorat français.
À la même époque, Arthur Pellegrin est promu rédacteur au service matériel et traction de la CFT et secrétaire général du syndicat des cheminots tunisiens.
Entre 1920 et 1943, il siège à la Conférence consultative, devenue en 1922 le Grand Conseil. Il y use de son influence pour obtenir la création du Prix de Carthage, puis celui du Maroc par le résident Hubert Lyautey. Il publie, en 1922, Les Aventures de Rababouche, qui retiennent l'attention de la critique parisienne, notamment de Pierre Mille dans Les Nouvelles littéraires. Gavroche tunisois, Rababouche constitue l'un des types les mieux marqués de la littérature française au Maghreb.
Au fil des années, la famille Pellegrin s'agrandit régulièrement : Léon né en 1920, René en 1923, Yvonne en 1927 et enfin Claude en 1938. Malgré une santé très précaire, Arthur Pellegrin cumule alors son emploi de sous-chef de bureau à la Compagnie fermière des trains et ses tâches de grand conseiller, d'écrivain, de journaliste et de président de la SEAN. Au moment même où il doit subir une grave opération de l'estomac, il publie à Paris deux ouvrages importants, L'Islam dans le monde et Histoire de la Tunisie, tous deux réédités par la suite.
À la même époque, Arthur Pellegrin collabore aux Annales coloniales et à La République. Sa santé se dégradant, il se désengage de toute obédience politique pour ne plus conserver d'autre idéal que celui de la présence française outre-mer.
Entre 1947 et 1953, il collabore régulièrement à la revue IBLA des pères blancs.
Sous les auspices de la Société de linguistique de Paris, il publie, avec une préface de Gustave Mercier, un Essai sur les noms de lieu d'Algérie et de Tunisie (1949). Redoutant les mouvements nationalistes qui, partout, prennent naissance au Maghreb et les désirs d'indépendance qui s'y font jour, il remanie son essai politique L'Islam dans le monde afin de mieux dénoncer les menaces qu'il pressent (1950). II concrétise encore sa pensée dans un opuscule intitulé Les droits de la France et des Français en Tunisie (1951) puis prépare le second volet de son histoire ancienne du pays, Carthage latine et chrétienne, qui reçoit en 1950 le Grand prix de l'Académie française. En même temps, il compose pour les services publics tunisiens deux annuaires encyclopédiques, ainsi qu'un Mémento à l'usage des candidats à la fonction publique en Tunisie (1953, sous le pseudonyme de Jacques Le Franc).
En 1953, il donne son adhésion au Comité de l'Afrique française, ce titre venant s'ajouter à la présidence de la SEAN et à son appartenance à l'Académie des sciences coloniales. Sa dernière œuvre publiée est une Histoire illustrée de Tunis et sa banlieue (1955).
Sa santé s'étant brusquement dégradée, Pellegrin décède à Aix-les-Bains le 24 juillet 1956, laissant une œuvre très diverse d'une quarantaine de titres et une douzaine d'inédits.

## Publications
Parmi la quarantaine de ses ouvrages édités (auxquels s'ajoutent une douzaine d'inédits), portant notamment sur la Tunisie et l'Algérie, on peut citer :
- Constantinople, l'Islam et les Balkans, Paris, Fischbacher, 1915, 52 p. ;
- La Littérature nord-africaine : fonds, ressources, principes, enquête, Tunis, Bibliothèque nord-africaine, 1920, 222 p. ;
- L'Islam dans le monde : dynamisme politique, position de l'Europe et de la France, Paris, Payot, 1937, 182 p.[4] ;
- Histoire de la Tunisie depuis les origines jusqu'à nos jours  (préf. Paul Azan), Paris, J. Peyronnet, 1938, 253 p.  — rééd. : Tunis, Sapi, 1941 ; rééd. rev. et augm. : Tunis, La Rapide, 1944 ; rééd. entièrement refondue : Tunis, Namura, 1948 ;
- En collaboration avec Gabriel-Guillaume Lapeyre, Carthage punique : 814-146 av. J.-C., Paris, Payot, 1942, 249 p.
- Essai sur les noms de lieux d'Algérie et de Tunisie : étymologie, signification  (préf. Gustave Mercier[5]), Tunis, Sapi, 1949, 244 p.  — publié avec l'appui de la Société linguistique de France[3] ;
- En collaboration avec Gabriel-Guillaume Lapeyre, Carthage latine et chrétienne, Paris, Payot, 1950, 246 p.  — Grand prix de l'Académie française en 1950[3] ;
- En collaboration avec M. Regagnon, Géographie de la Tunisie à l'usage des écoles primaires de la régence, Tunis, La Caravelle, 1950, 64 p. ;
- En collaboration avec M. Regagnon, Petite histoire de la Tunisie à l'usage des écoles primaires de la régence, Tunis, La Rapide, 1951, 127 p. ;
- La Toponymie de l'Algérie, Alger, Société nationale des entreprises de presse, 1952, 12 p. ;
- Les Appellations successives de l'Algérie : étude de toponymie, Alger, Société nationale des entreprises de presse, coll. « Documents algériens. Série culturelle » (no 74), 1954, 8 p. (lire en ligne) ;
- Histoire illustrée de Tunis et de sa banlieue, Tunis, Saliba, 1955, 181 p.  — son dernier ouvrage publié[3].